# Gilbert Creek
Gilbert Creek és una concentració de població designada pel cens dels Estats Units a l'estat de Virgínia de l'Oest. Segons el cens del 2000 tenia 1.582 habitants.

## Demografia
Segons el cens del 2000, Gilbert Creek tenia 1.582 habitants, 640 habitatges, i 474 famílies. La densitat de població era de 24 habitants per km².
Dels 640 habitatges en un 34,4% hi vivien nens de menys de 18 anys, en un 61,6% hi vivien parelles casades, en un 8,4% dones solteres, i en un 25,8% no eren unitats familiars. En el 23,3% dels habitatges hi vivien persones soles el 9,2% de les quals corresponia a persones de 65 anys o més que vivien soles. El nombre mitjà de persones vivint en cada habitatge era de 2,47 i el nombre mitjà de persones que vivien en cada família era de 2,92.
Per edats la població es repartia de la següent manera: un 22,6% tenia menys de 18 anys, un 10,5% entre 18 i 24, un 32,9% entre 25 i 44, un 23,5% de 45 a 60 i un 10,6% 65 anys o més.
L'edat mediana era de 37 anys. Per cada 100 dones de 18 o més anys hi havia 102,5 homes.
La renda mediana per habitatge era de 16.625 $ i la renda mediana per família de 24.706 $. Els homes tenien una renda mediana de 35.455 $ mentre que les dones 12.188 $. La renda per capita de la població era de 12.689 $. Entorn del 32,7% de les famílies i el 36,4% de la població estaven per davall del llindar de pobresa.

## Poblacions més properes
El següent diagrama mostra les poblacions més properes.